# Pétervására
Pétervására je mesto na Madžarskem, ki upravno spada pod podregijo Pétervásárai Županije Heves.